# Günselsdorf
Günselsdorf ist eine Marktgemeinde in Niederösterreich im Bezirk Baden.

## Geografie
In der Marktgemeinde leben 1734 Einwohner (Stand 1. Jänner 2025) auf einer Fläche von 6,6 Quadratkilometer. Der Ort liegt östlich von Leobersdorf im Wiener Becken an der Triesting. Der Großteil der Gemeindefläche, nämlich 500 Hektar, sind landwirtschaftlich genutzte Fläche. Auch einen kleinen Teil Weinbau findet man hier.

### Nachbargemeinden
| Kottingbrunn             |                                             | Teesdorf         |
|                          | Kompassrose, die auf Nachbargemeinden zeigt |                  |
| Schönau an der Triesting |                                             | Blumau-Neurißhof |

## Geschichte

„Ginselsdorf“ (unten Mitte) und Umgebung um 1873 (Aufnahmeblatt der Landesaufnahme)

Der Ortsname leitet sich von Guncinesdor her und wurde 1130 das erste Mal im Saalbuch des Stiftes Klosterneuburg erwähnt. Der Ort wurde von den Babenbergern im 11. und 12. Jh. besiedelt. Der Ort litt immer wieder unter den einfallenden Ungarn und später unter den Türkenkriegen.
Bei der heutigen Kreuzung der B17 und B18 bestand bis 1848 eine Mautstelle. Auch eine Poststation zum Wechsel der Pferde gab es dort bis 1847.
Im Zuge der Industrialisierung entstand 1847 an einem eigens angelegten Kanal eine große Baumwollspinnerei, die 1848 an den Cousin von Nikolaus Dumba, Theodor Dumba (1818–1880), kam, dem 1849 von der Amtsverwaltung Schönau ein einfaches Fabriksbefugnis zur Erzeugung von Baumwoll-Gespinsten für Günselsdorf verliehen wurde. Nach mehreren Eigentümerwechseln bestand das Werk bis ca. 1965.
Laut Adressbuch von Österreich waren im Jahr 1938 in der Ortsgemeinde Günselsdorf ein Bäcker, ein Baustoffhändler, zwei Tankstellen, zwei Brennstoffhändler, zwei Buchhändler, drei Fleischer, zwei Friseure, fünf Gastwirte, neun Gemischtwarenhändler, ein Harzhändler, ein Kaffeehaus, ein Kino, ein Landesproduktehändler, zwei Mechaniker, drei Obst- und Gemüsehändler, zwei Pferdefleischhauer, ein Schlosser, ein Schmied, zwei Schneider und eine Schneiderin, drei Schuster, ein Trafikant, ein Wagner, zwei Webereien, ein Weinhändler, ein Zuckerwarenhändler und einige Landwirte ansässig.
1971/1972/1973 kam es mit der NÖ. Kommunalstrukturverbesserung zur Bildung der Großgemeinde Steinfelden, welche 1988 wieder aufgelöst wurde.

### Einwohnerentwicklung
| Günselsdorf: Einwohnerzahlen von 1869 bis 2025      | Günselsdorf: Einwohnerzahlen von 1869 bis 2025 | Günselsdorf: Einwohnerzahlen von 1869 bis 2025 | Günselsdorf: Einwohnerzahlen von 1869 bis 2025 | Günselsdorf: Einwohnerzahlen von 1869 bis 2025 |
| --------------------------------------------------- | ---------------------------------------------- | ---------------------------------------------- | ---------------------------------------------- | ---------------------------------------------- |
| Jahr                                                |                                                |                                                |                                                | Einwohner                                      |
| 1869                                                | 1869                                           |                                                | 220                                            | 220                                            |
| 1880                                                | 1880                                           |                                                | 226                                            | 226                                            |
| 1890                                                | 1890                                           |                                                | 369                                            | 369                                            |
| 1900                                                | 1900                                           |                                                | 940                                            | 940                                            |
| 1910                                                | 1910                                           |                                                | 1.367                                          | 1.367                                          |
| 1923                                                | 1923                                           |                                                | 1.133                                          | 1.133                                          |
| 1934                                                | 1934                                           |                                                | 1.161                                          | 1.161                                          |
| 1939                                                | 1939                                           |                                                | 1.153                                          | 1.153                                          |
| 1951                                                | 1951                                           |                                                | 989                                            | 989                                            |
| 1961                                                | 1961                                           |                                                | 1.032                                          | 1.032                                          |
| 1971                                                | 1971                                           |                                                | 1.210                                          | 1.210                                          |
| 1981                                                | 1981                                           |                                                | 1.426                                          | 1.426                                          |
| 1991                                                | 1991                                           |                                                | 1.458                                          | 1.458                                          |
| 2001                                                | 2001                                           |                                                | 1.768                                          | 1.768                                          |
| 2011                                                | 2011                                           |                                                | 1.752                                          | 1.752                                          |
| 2021                                                | 2021                                           |                                                | 1.727                                          | 1.727                                          |
| 2025                                                | 2025                                           |                                                | 1.734                                          | 1.734                                          |
| Quelle(n): Statistik Austria, Gebietsstand 1.1.2021 |                                                |                                                |                                                |                                                |

## Kultur und Sehenswürdigkeiten

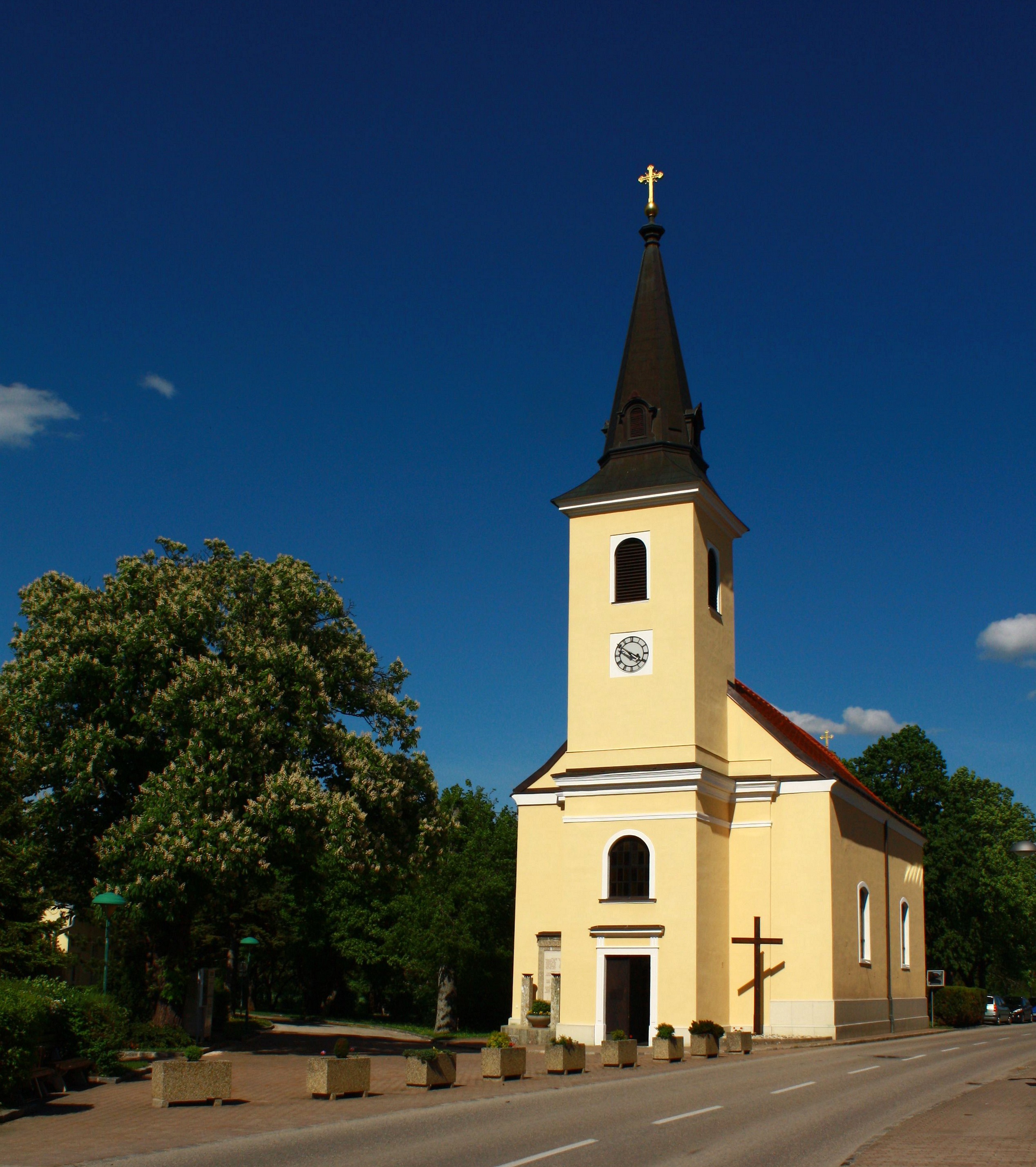
Pfarrkirche Günselsdorf

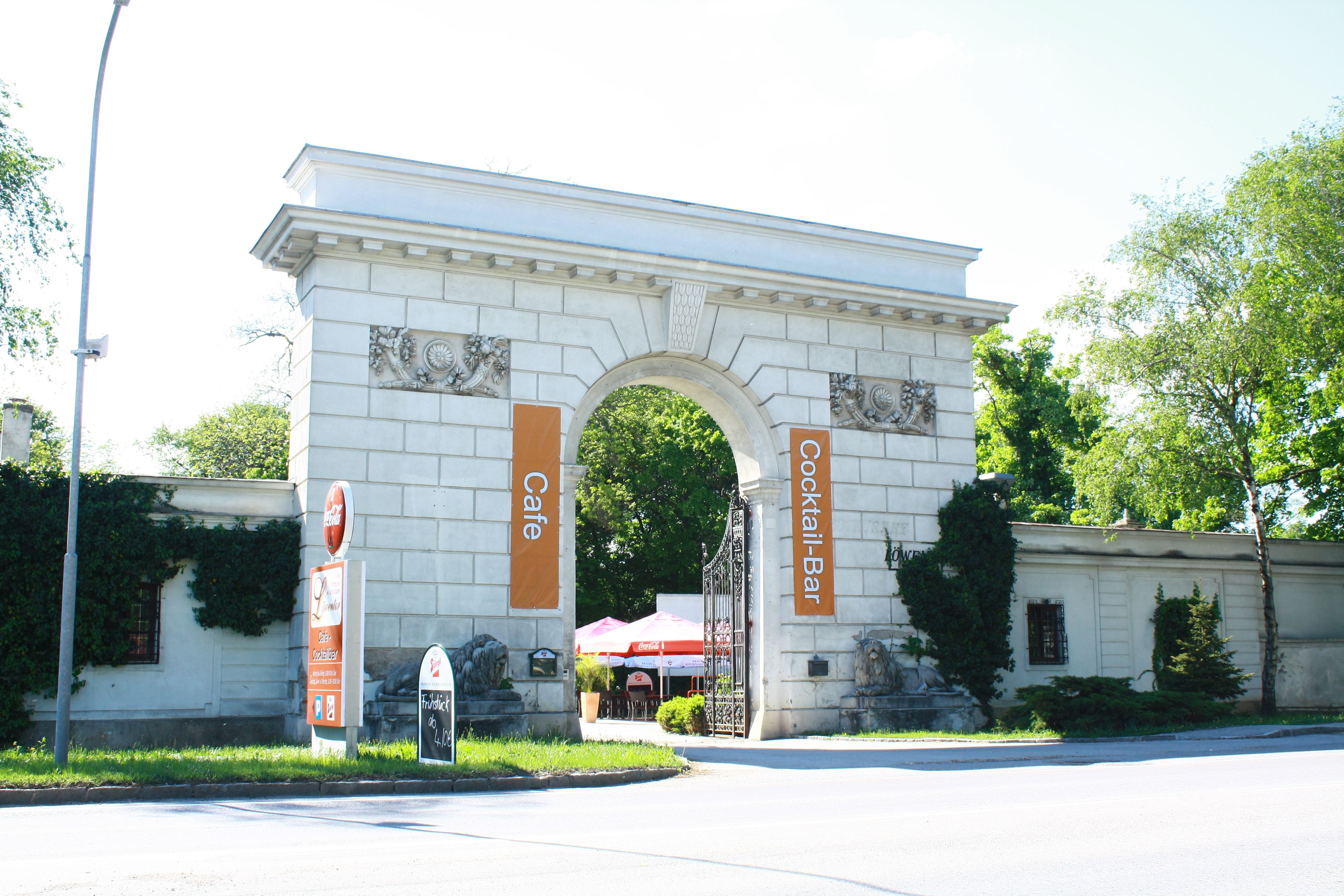
Löwentor, ehemaliger Haupteingang zum Schlosspark des Schlosses Schönau

- Katholische Pfarrkirche Günselsdorf hl. Georg
- Löwentor

## Wirtschaft und Infrastruktur

### Wirtschaftssektoren
Von den sechzehn landwirtschaftlichen Betrieben des Jahres 2010 waren neun Haupt- und sieben Nebenerwerbsbauern. Im Produktionssektor arbeiteten 217 Erwerbstätige im Bereich Herstellung von Waren und 35 in der Bauwirtschaft. Die größten Arbeitgeber des Dienstleistungssektors waren die Bereiche Handel (81), freiberufliche Dienstleistungen (52) und soziale und öffentliche Dienste (34 Mitarbeiter).
| Wirtschaftssektor            | Anzahl Betriebe | Anzahl Betriebe | Erwerbstätige | Erwerbstätige |
| Wirtschaftssektor            | 2011            | 2001            | 2011          | 2001          |
| ---------------------------- | --------------- | --------------- | ------------- | ------------- |
| Land- und Forstwirtschaft 1) | 16              | 21              | 12            | 14            |
| Produktion                   | 19              | 17              | 252           | 296           |
| Dienstleistung               | 76              | 46              | 212           | 153           |

1) Betriebe mit Fläche in den Jahren 2010 und 1999
| Im Jahr 2011 lebten 868 Erwerbstätige in Günselsdorf. Davon arbeiteten 144 in der Gemeinde, mehr als achtzig Prozent pendelten aus. Von den umliegenden Gemeinden kamen 332 Menschen zur Arbeit nach Günselsdorf. Die Straßenverkehrsschlagader ist die Wiener Neustädter Straße (B 17). Die Hainfelder Straße (B 18) beginnt hier. Über diese ist nach Durchquerung von Leobersdorf die Südautobahn A2 zu erreichen und ebenso der Bahnhof Leobersdorf der Südbahn, also die beiden hochrangigen Verkehrsadern sowohl des Individual- als auch des öffentlichen Personennahverkehrs. Im östlichen Nachbarort Teesdorf und dem benachbarten Tattendorf befinden sich überdies Zusteigemöglichkeiten zur Aspangbahn. | Die zur Anzeige dieser Grafik verwendete Erweiterung wurde dauerhaft deaktiviert. Wir arbeiten aktuell daran, diese und weitere betroffene Grafiken auf ein neues Format umzustellen. (Mehr dazu) |

### Öffentliche Einrichtungen
In Günselsdorf befindet sich ein Kindergarten.

### Rettung
- Arbeiter Samariter Bund Österreichs, Gruppe Steinfelden-Schönau-Leobersdorf

### Sportvereine
- Seit 1911 gibt es den SC Günselsdorf, der es trotz geringer Einwohnerzahl (damals ca. 800 Einwohner) im Jahr 1962/63 bis in die Regionalliga Ost schaffte.
- Seit über 20 Jahren gibt es den 1. TC Günselsdorf. Zahlreiche Damen und Herren gehen dem Hobby auch teilweise in den Meisterschaftsbewerben des Kreise Süd/Ost des NÖTVs nach. Die Jugendarbeit steht unter der Zusammenarbeit mit dem TC Steinfeld (reiner Jugendverein) ebenfalls auf erfolgreichen Beinen und hat schon einige Jugendranglistenspieler hervorgebracht.

## Politik

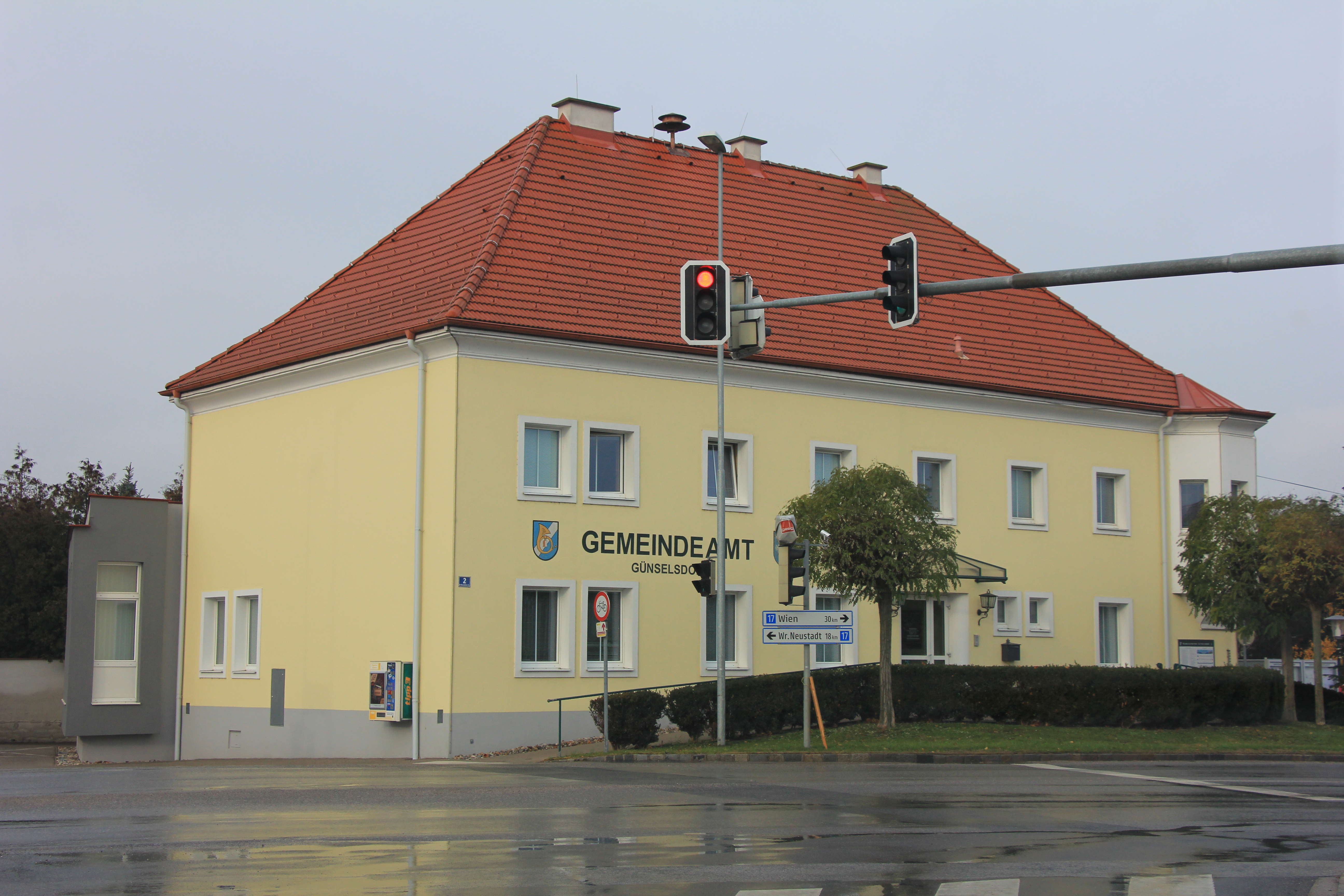
Gemeindeamt

### Gemeinderat
Der Gemeinderat hat 19 Mitglieder.
- Nach den Gemeinderatswahlen in Niederösterreich 1990 hatte der Gemeinderat folgende Verteilung: 13 SPÖ und 6 ÖVP.
- Nach den Gemeinderatswahlen in Niederösterreich 1995 hatte der Gemeinderat folgende Verteilung: 10 Bürgerliste, 4 SPÖ, 4 GFG und 1 ÖVP.[11]
- Nach den Gemeinderatswahlen in Niederösterreich 2000 hatte der Gemeinderat folgende Verteilung: 11 Bürgerliste, 5 SPÖ, 2 ÖVP und 1 FPÖ.[12]
- Nach den Gemeinderatswahlen in Niederösterreich 2005 hatte der Gemeinderat folgende Verteilung: 12 SPÖ, 5 FBL und 2 ÖVP.[13]
- Nach den Gemeinderatswahlen in Niederösterreich 2010 hatte der Gemeinderat folgende Verteilung: 14 SPÖ, 3 FBL und 2 ÖVP.[14]
- Nach den Gemeinderatswahlen in Niederösterreich 2015 hatte der Gemeinderat folgende Verteilung: 16 SPÖ und 3 ÖVP.[15]
- Nach den Gemeinderatswahlen in Niederösterreich 2020 hatte der Gemeinderat folgende Verteilung: 14 SPÖ und 5 ÖVP.[16]
- Nach den Gemeinderatswahlen in Niederösterreich 2025 hat der Gemeinderat folgende Verteilung: 15 SPÖ und 4 ÖVP.[17]

### Bürgermeister
- 1988–2008 Helmuth Kaipel (SPÖ)[4]
- seit 2008 Alfred Artmäuer (SPÖ)[18]

### Wappen
Anlässlich der Erhebung zur Marktgemeinde am 25. Juni 1968 wurde das Gemeindewappen verliehen.
Blasonierung: In einem blauen Schild ein silberner Schräglinksbalken, überdeckt mit einem goldenen (gelben) Horn mit rot – silberner (weißer) Quaste.
Das Horn ist auf die alte Poststation zurückzuführen. Aus den Farben leiten sich die Marktfahnenfarben blau-weiß-gelb ab.

## Persönlichkeiten

### Ehrenbürger der Gemeinde
- 2008 Helmuth Kaipel, Altbürgermeister[4]